# اکوی، دیدیم
اکوی، دیدیم (به لاتین: Akköy, Didim) یک منطقهٔ مسکونی در ترکیه است که در دیدیم واقع شده‌است.

## خصوصیات
اکوی ۱٬۷۴۹ نفر جمعیت دارد.